# Gonatodes humeralis
Gonatodes humeralis är en ödleart som beskrevs av  Alphone Guichenot 1855. Gonatodes humeralis ingår i släktet Gonatodes och familjen geckoödlor. Inga underarter finns listade i Catalogue of Life.